# Lagocheirus simplicicornis
Lagocheirus simplicicornis är en skalbaggsart som beskrevs av Bates 1872. Lagocheirus simplicicornis ingår i släktet Lagocheirus och familjen långhorningar.
Artens utbredningsområde är:
- Costa Rica.
- Guatemala.
- Honduras.
- Nicaragua.

Inga underarter finns listade i Catalogue of Life.